# Petr Nikl

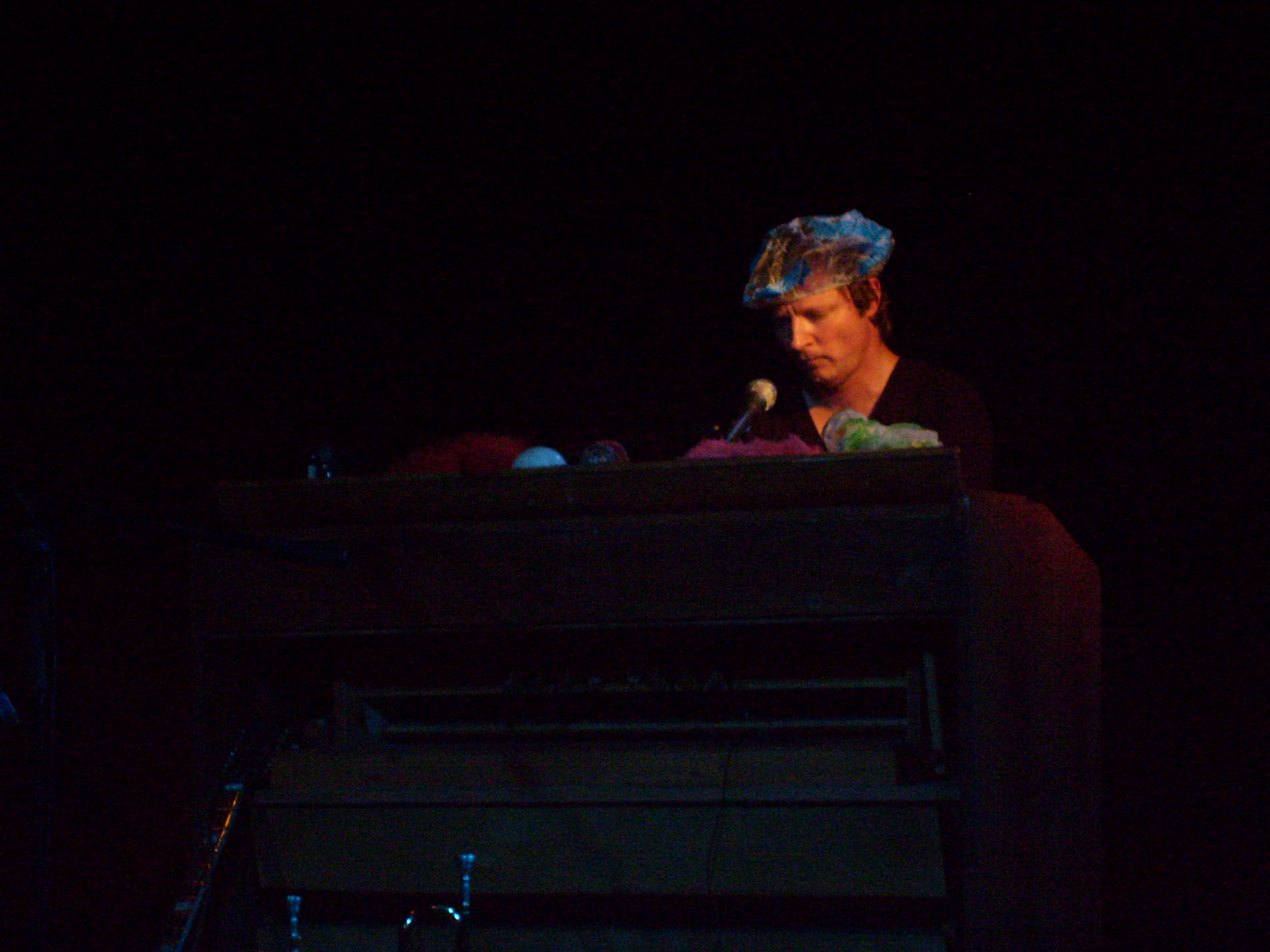
Petr Nikl na pražském koncertě 22. listopadu 2007

Petr Nikl (* 8. listopadu 1960 Gottwaldov) je český malíř, ilustrátor, spisovatel, hudebník a divadelník. Je držitelem řady ocenění, včetně Ceny Jindřicha Chalupeckého (1995), Magnesie Litery v kategoriích Kniha roku a Kniha pro děti a mládež (2008) i tří cen Ministerstva kultury za „Nejkrásnější knihu roku“ (1997, 2001 a 2002). Jeho knihy vyšly v zahraničních vydáních, mimo jiné francouzsky, anglicky či italsky. 
Byl členem již zaniklé umělecké skupiny Tvrdohlaví. Pro jeho obrazy je typická decentní barevnost.

## Život a dílo
Narodil se 8. listopadu 1960, jeho rodiči jsou návrhářka hraček Libuše Niklová (1934–1981) a malíř František Nikl (1935–2005). Má sestru Veroniku.
Vystudoval Střední uměleckoprůmyslovou školu v Uherském Hradišti a AVU v Praze v ateliéru profesora Arnošta Paderlíka a Jiřího Ptáčka.
V roce 1995 mu byla udělena Cena Jindřicha Chalupeckého. Zpočátku se věnoval spíše malbě, grafice a kresbě.
Vydává autorské knihy pohádek – Pohádka o rybitince, O rybabě a mořské duši, Záhádky, Jělěňovití. Věnuje se výtvarným a divadelním performancím. Je členem souboru Mehedaha, spolupracuje s různými divadelními tělesy i s jednotlivci. Se skupinou Lakomé Barky vydal desky Nebojím se smrtihlava (2004) a Přesletec (2006). Účinkoval také na albu Rostliny! Rostliny! (2000) skupiny Sledě, živé sledě. V roce 2016 vydal album Vosa. Je iniciátorem a hlavní programátorem šestitýdenní akce Hnízda her. Rád zpívá.
Za knihu Záhádky získal v roce 2008 ocenění Magnesia Litera v kategoriích „kniha roku“ a „kniha pro děti a mládež“.
Tématu fotografického portrétu se věnuje v cyklu Netopýří princezny.

## Publikace

### Autorské knihy
- Pohádka o Rybitince, 2001, 2008
- O Rybabě a Mořské duši, 2002
- Lingvistické pohádky, 2006
- Záhádky, 2007
- Jělěňovití, 2008
- Orbis pictus aneb..., 2008
- Blázníček, 2009
- Přeshádky, 2010
- Žlutí lvi, 2011
- Divňáci z Ňjújorku, 2012[5]
- Kudlanka čas / Noty mollové, 2013

### Ilustrace
- Josef Hiršal: Hiršalův skicák, 2009, 2016
- Jiří Dědeček: Život a cesta hrocha Obludvíka, 2013

### Hudba (diskografie)
- Nebojím se smrtihlava, 2004
- Přesletec, 2006
- Jělěňovití, 2008 (CD příloha ke knize)
- Vlci v srdci / Wolfpackheart, 2012
- Kudlanka čas / Noty mollové, 2014
- Pro mě na, 2016
- Jino taje opic, 2017[6]
- Protisvětlo, 2018
- Destička nepopsaná, 2020
- Hudebníček, 2020[7]

## Výstavy

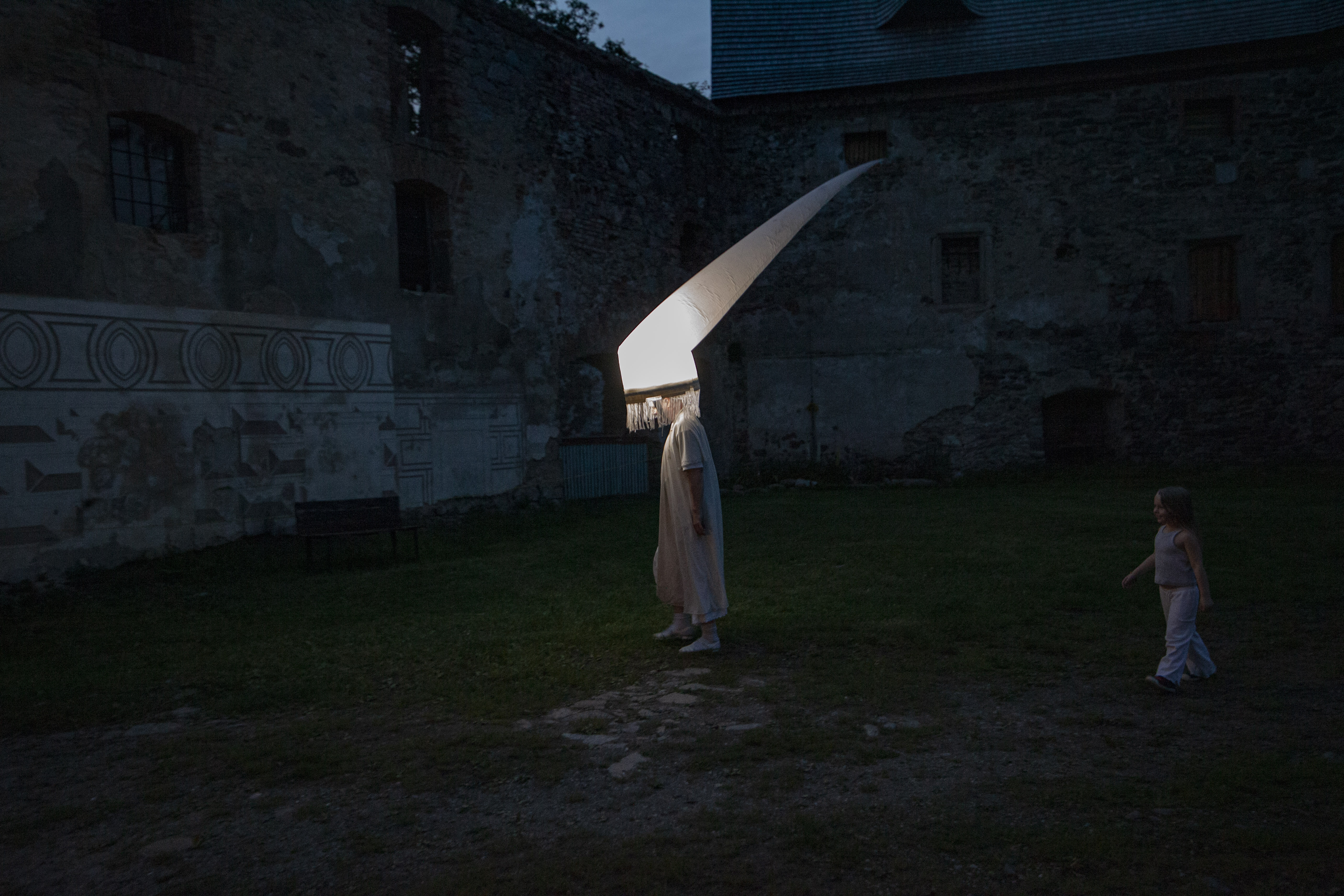
Performance Petra Nikla na zámku Rožmitál pod Třemšínem dne 25. května 2024 v rámci vernisáže výstavy Per aspera ad astra / Přes překážky ke hvězdám

- 2014 – Petr Nikl: Lidé z Manhattanu, Fait Gallery, Brno, 23. 1. — 13. 3. 2014, kurátoři: Denisa Kujelová a Martin Nytra
- 2022 – Petr Nikl: Divoké záhony, Fait Gallery, Brno, 1. 6. — 30. 7. 2022, kurátoři: Denisa Kujelová a Jiří Ptáček
- 2023 – Petr Nikl: Tvorové, Galerie Havelka, Praha, 26. 9. — 31. 10. 2023, kurátor: Radek Wohlmuth[8]
- 2023 – Petr Nikl: Světloplach, SmetanaQ Gallery, Praha, 9. červen — 17. září 2023, autorská spolupráce: Jan Sakař a Ondřej Smeykal, kurátor: Petr Vaňous, kurátorka SQG: Markéta Musilová[9]

### Kolektivní výstavy
- 2024 – Per aspera ad astra / Přes překážky ke hvězdám, Zámek Rožmitál pod Třemšínem, 25. květen — 20. červenec, kurátorky: Eva Heyd, Radana Ulverová, Nadia Rovderová

## Zastoupení ve sbírkách umění
- Galerie hlavního města Prahy
- Moravská galerie v Brně
- Národní galerie v Praze
- Galerie Václava Špály
- Kunsthalle Praha
- Fait Gallery
- Muzeum umění a designu Benešov